# Football Club Stal Kamianske
Stal Kamianske (ucraniano, Сталь Кам'янське) foi um time profissional de futebol da Ucrânia, da cidade de Kamianske em Dnipropetrovsk Oblast.  Atualmente, o clube está morto.

## História
Foi fundado em 1926 sob o nome de Metalist até 1994, altura em que o clube quase desaparece. Em 1998, a equipe foi reorganizada sob o nome atual do clube.